# Concierto como un divertimento para violonchelo y orquesta
El Concierto como un divertimento para violonchelo y orquesta es una obra del compositor español Joaquín Rodrigo compuesta en 1981. Es el segundo de los dos que compuso para este instrumento y el penúltimo en su producción concertante.
La obra fue un encargo del chelista Julian Lloyd Webber, quien en 1979 pidió a Rodrigo la composición de un nuevo concierto para este instrumento. Dos años más tarde, el ya octogenario compositor tuvo terminada la obra, la cual se estrenó en el Royal Festival Hall de Londres el 15 de abril de 1982, con la Orquesta Filarmónica de Londres dirigida por Jesús López Cobos y gozó de un gran éxito, repitiéndose el tercer movimiento. Poco después, solista, orquesta y director llevaron su interpretación al disco, editado por RCA.

## Estilo y estructura
La obra está impregnada de la atmósfera española, si bien no presenta temas folclóricos. La orquesta requiere una flauta (doblando flautín), dos oboes, dos clarinetes, una trompa, dos trompetas, celesta, xilófono y cuerda. Una liviana orquestación inteligentemente desarrollada, que permite una gran transparencia en las texturas sin apreciar vacío sinfónico y que el solista pueda entablar diálogo con la orquesta con comodidad. Los instrumentos de percusión dotan a la partitura de una sonoridad especial.
Una interpretación convencional dura veinte minutos. Se estructura en tres movimientos:
- Allegretto. Tiene ritmo de bolero. El solista comienza imitando rasgueados de guitarra para enfrentarse a un desarrollo con pasajes de enorme dificultad.

- Adagio nostálgico. La orquesta crea una atmósfera muy sutil sobre la que el solista emite armónicos para pasar a una seductora melodía en la que es acompañado por la flauta, el clarinete y la celesta. En este movimiento se encuentra la cadencia.

- Allegro scherzando. Combina pasajes alegres y brillantes con otros cargados de pasión y melancolía.

## Discografía
- Asier Polo, violonchelo. Orquesta Sinfónica de Castilla y León, Max Bragado Darman (Naxos).